# پتر چایانک
پتر چایانک (چکی: Petr Čajánek؛ زادهٔ ۱۸ اوت ۱۹۷۵) بازیکن هاکی روی یخ اهل جمهوری چک بود.